# Al-Nasr Sports Club 2012-2013
Questa voce raccoglie le informazioni riguardanti il Al-Nasr Sports Club  nelle competizioni ufficiali della stagione 2012-2013.

## Rosa
| N. |                                | Ruolo | Calciatore            |
| -- | ------------------------------ | ----- | --------------------- |
| 1  | Emirati Arabi Uniti (bandiera) | P     | Ahmed Shambieh        |
| 2  | Emirati Arabi Uniti (bandiera) | D     | Masoud Hassan         |
| 3  | Emirati Arabi Uniti (bandiera) | D     | Mohamed Ali Abdulla   |
| 4  | Emirati Arabi Uniti (bandiera) | D     | Hilal Saeed           |
| 6  | Emirati Arabi Uniti (bandiera) | C     | Ahmad Mathaad         |
| 8  | Emirati Arabi Uniti (bandiera) | C     | Humaid Abbas          |
| 9  | Giappone (bandiera)            | A     | Takayuki Morimoto     |
| 10 | Emirati Arabi Uniti (bandiera) | C     | Habib Fardan          |
| 11 | Emirati Arabi Uniti (bandiera) | A     | Hassan Mohamed        |
| 12 | Emirati Arabi Uniti (bandiera) | C     | Hassan Ameen          |
| 14 | Emirati Arabi Uniti (bandiera) | C     | Humaid Ahmed          |
| 15 | Emirati Arabi Uniti (bandiera) | C     | Abdulla Mubarak       |
| 16 | Emirati Arabi Uniti (bandiera) | D     | Khalid Ibrahim Mohd   |
| 17 | Emirati Arabi Uniti (bandiera) | C     | Abdualla Ahmed        |
| 18 | Emirati Arabi Uniti (bandiera) | A     | Jamal Ibrahim Hussain |
| 19 | Brasile (bandiera)             | A     | Bruno Correa          |
| 20 | Emirati Arabi Uniti (bandiera) | D     | Khamis Ahmed Mohamed  |

| N. |                                | Ruolo | Calciatore             |
| -- | ------------------------------ | ----- | ---------------------- |
| 21 | Emirati Arabi Uniti (bandiera) | A     | Younis Ahmad Abdualla  |
| 22 | Emirati Arabi Uniti (bandiera) | D     | Mahmoud Hassan Darwish |
| 23 | Emirati Arabi Uniti (bandiera) | D     | Rashid Malullah        |
| 24 | Emirati Arabi Uniti (bandiera) | C     | Adnan Ali              |
| 27 | Brasile (bandiera)             | C     | Léo Lima               |
| 28 | Emirati Arabi Uniti (bandiera) | A     | Mohamed Sabeel         |
| 29 | Emirati Arabi Uniti (bandiera) | D     | Hamad Abdullah Ali     |
| 30 | Emirati Arabi Uniti (bandiera) | C     | Mana Sabil Obeid       |
| 31 | Emirati Arabi Uniti (bandiera) | D     | Khalid Ali Matar       |
| 37 | Emirati Arabi Uniti (bandiera) | C     | Ali Ahmad Haji         |
| 41 | Emirati Arabi Uniti (bandiera) | D     | Bader Yaqoot           |
| 44 | Emirati Arabi Uniti (bandiera) | P     | Ali Al Amir            |
| 50 | Emirati Arabi Uniti (bandiera) | P     | Abdualla Moosa         |
| 77 | Italia (bandiera)              | A     | Giuseppe Mascara       |

## Calciomercato

### Sessione estiva(dall'1/7 all'1/9)
| Acquisti | Acquisti         | Acquisti | Acquisti   |
| R.       | Nome             | da       | Modalità   |
| -------- | ---------------- | -------- | ---------- |
| A        | Giuseppe Mascara | Napoli   | definitivo |
| A        | Bruno Correa     | Sepahan  | definitivo |

| Cessioni | Cessioni       | Cessioni   | Cessioni   |
| R.       | Nome           | a          | Modalità   |
| -------- | -------------- | ---------- | ---------- |
| A        | Luca Toni      | Fiorentina | definitivo |
| C        | Mark Bresciano | Al-Gharafa | definitivo |
| A        | Amara Diané    | Al Dhafra  | definitivo |

### Sessione invernale(dall'1/1 al 31/1)
| Acquisti | Acquisti          | Acquisti | Acquisti |
| R.       | Nome              | da       | Modalità |
| -------- | ----------------- | -------- | -------- |
| A        | Takayuki Morimoto | Catania  | prestito |

| Cessioni | Cessioni      | Cessioni  | Cessioni   |
| R.       | Nome          | a         | Modalità   |
| -------- | ------------- | --------- | ---------- |
| C        | Saeed Mubarak | Al-Shaab  | definitivo |
| C        | Nashat Akram  | Al-Shorta | definitivo |